# İmtiyaz Nişanı

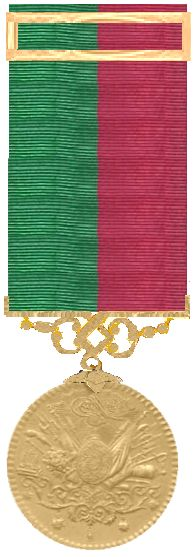
İmtiyaz in Gold

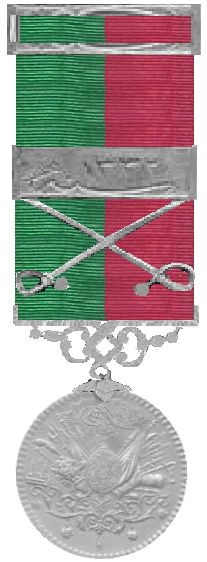
İmtiyaz in Silber mit Säbeln

Die İmtiyaz Nişanı (osmanisch امتياز نشانی İA İmtiyāz Nişānı; im Deutschen Ordens-Almanach als „Imtiazmedaille für Treue und Tapferkeit“ geführt) war ein osmanisches Ehrenzeichen und wurde durch Sultan Abdülhamid II. 1879 gestiftet. Mit der Auszeichnung sollten zivile und militärische Verdienste gewürdigt werden. Eine Verleihung an Ausländer war zulässig und so erhielten während des Ersten Weltkriegs eine Reihe deutscher Soldaten die Medaille.
Die Verleihung erfolgte durch den Sultan selbst oder in dessen Auftrag. Eine Besonderheit war, dass das Ehrenzeichen vererbbar war und beim Tod des Trägers nicht zurückgegeben werden musste.

## Stufen
Die Auszeichnung wurde in zwei Stufen – Gold und Silber – verliehen. Für militärische Verdienste konnten dem Band zwei gekreuzte Säbel hinzugefügt werden.

## Aussehen
Die Dekoration ist eine runde versilberte bzw. vergoldete Medaille. Darauf sind Trophäen sowie in osmanischer Schrift die Worte Hamiyyet, Gayret, Şecâ'at, Sadakat (Patriotismus, Eifer, Tapferkeit, Treue) zu lesen.

## Trageweise
Die Medaille wurde an einem Band mit je einem breiten grünen und roten Streifen auf der linken Brustseite getragen.